# فرانك مكارثي (سياسي)
فرانك مكارثي هو منتج أفلام وسياسي أمريكي، ولد في 8 يونيو 1912 في ريتشموند في الولايات المتحدة، وتوفي في 1 ديسمبر 1986 في وودلاند هيلز، كاليفورنيا في الولايات المتحدة بسبب سرطان.

## وصلات خارجية
- فرانك مكارثي (سياسي) على موقع IMDb (الإنجليزية)
- فرانك مكارثي (سياسي) على موقع قاعدة بيانات الفيلم (الإنجليزية)